# James Bolam
James Bolam (Sunderland, 16 giugno 1935) è un attore britannico.

## Biografia
È sposato con l'attrice Susan Jameson da cui ha avuto una figlia, Lucy.
Ha preso parte a circa cento film, soprattutto in televisione; al cinema è noto per aver recitato in Fine di una storia (1999).

## Filmografia parziale

### Cinema
- Una maniera d'amare (A Kind of Loving), regia di John Schlesinger (1962)
- Gioventù, amore e rabbia (The Loneliness of the Long Distance Runner), regia di Tony Richardson (1962)
- Assassinio sul palcoscenico (Murder Most Foul), regia di George Pollock (1964)
- Lo squattrinato (Half a Sixpence), regia di George Sidney (1967)
- L'incredibile affare Kopcenko (Otley), regia di Dick Clement (1969)
- La fabbrica dell'orrore (Crucible of Terror), regia di Ted Hooper (1971)
- 4 farfalle per un assassino (Straight on Till Morning), regia di Peter Collinson (1972)
- O Lucky Man!, regia di Lindsay Anderson (1973)
- Celebrazione (In Celebration), regia di Lindsay Anderson (1975)
- L'isola in via degli Uccelli (The Island on Bird Street), regia di Søren Kragh-Jacobsen (1997)
- Fine di una storia (The End of the Affair), regia di Neil Jordan (1999)
- Uccidere il re (To Kill a King), regia di Mike Barker (2003)

### Televisione
- Gli invincibili (The Protectors) – serie TV, episodio 1x03 (1972)
- L'ispettore Barnaby (Midsomer Murders) – serie TV, episodio 3x01 (1999)
- New Tricks - Nuove tracce per vecchie volpi (New Tricks) – serie TV, 69 episodi (2003-2013)
- Il nonno nel taschino (Grandpa in My Pocket) – serie TV, 100 episodi (2009-2014)
- The Last Days of Lehman Brothers, regia di Michael Samuels – film TV (2009)
- Sanditon – serie TV, 4 episodi (2023)

## Doppiatori italiani
Nelle versioni in italiano delle opere in cui ha recitato, James Bolam è stato doppiato da:
- Bruno Alessandro in Uccidere il re, Sanditon
- Gianfranco Bellini in Assassinio sul palcoscenico
- Glauco Onorato ne L'incredibile affare Kopcenko
- Dario Penne in Fine di una storia